# Iwan Łuckiewicz
Iwan Łuckiewicz (biał. Іва́н Луцке́віч; ur. 28 maja?/9 czerwca 1881 w Szawlach, zm. 20 sierpnia 1919 w Zakopanem) – pseudonimy: Jan Michalczyk, Naszaniwiec, Szczasny, Palissander – białoruski działacz narodowy, inicjator białoruskiego ruchu narodowego, publicysta, archeolog, krajoznawca. Wraz z bratem Antonem działacz masonerii, współzałożyciel loży „Łucznaść”

## Życiorys
Urodził się w rodzinie Jana Bolesława Łuckiewicza h. Nowina, naczelnika w powstaniu styczniowym 1863 roku. Od 1890 rozpoczął naukę w Gimnazjum Libowskim, w latach 1897-1902 kontynuował w Gimnazjum Mińskim. W 1905 skończył Wydział Prawa na Uniwersytecie Petersburskim, jednocześnie w 1902 Moskiewski Instytut Archeologiczny. W latach 1904–1905 kontynuował naukę na Uniwersytecie Wiedeńskim. W Petersburgu w przeddzień rewolucji 1905 roku był jednym z inicjatorów stworzenia Białoruskiej Rewolucyjnej Hramady (później Białoruska Socjalistyczna Hramada). Za polityczną działalność w 1903 roku trafił do więzienia. Aktywnie brał udział w rewolucyjnych wydarzeniach w Mińsku w szeregach Białoruskiej Socjalistycznej Hramady. Pod groźbą aresztu wyjechał na początku 1906 roku do Wilna, gdzie do 1908 roku przebywał nielegalnie. Z jego inicjatywy zostały wydane białoruskie gazety „Nasza Dola” i „Nasza Niwa” oraz stworzone spółdzielnie wydające książki, a w latach 1916–1918 wychodziła gazeta „Homan”.
Iwan Łuckiewicz został orędownikiem niepodległej Białorusi. Był jednym z pierwszych, który zrozumiał potrzebę niezawisłości Białorusi i razem ze swym bratem Antonim był inicjatorem ogłoszenia niepodległości Białoruskiej Republiki Ludowej.
W kolekcjach Iwana Łuckiewicza znajdowały się rzadkie eksponaty związane z historią i kulturą Białorusi (takie jak szable, zbroje, monety, medale, wytwory sztuki ludowej), które przez długi czas trzymano w redakcji „Naszej Niwy”, a które w roku 1921 stały się podstawą pierwszego Białoruskiego Muzeum Narodowego w Wilnie. W roku 1919 z jego inicjatywy w Wilnie otwarto pierwsze białoruskie gimnazjum, gdzie wykładał krajoznawstwo i białorutenistykę. Autor powieści Dym i popiół, opisującej znalezioną przez niego ręcznie pisaną książkę białoruskich Tatarów „Al-Kitab”.
Ciężko chorował na gruźlicę. Ukochana Juliana Witan-Dubiejkaŭskaja w 1919 roku zdołała zawieźć go do Zakopanego. Iwan Łuckiewicz zmarł 20 sierpnia 1919 r. w Zakopanem. Pochowany został 23 sierpnia na tzw. Nowym Cmentarzu przy ul. Nowotarskiej. Jego mogiła została wykreślona z rejestru cmentarnego ok. 1963 r. (pozostały natomiast odpowiednie zapisy w archiwum miejscowej parafii rzymskokatolickiej pw. św. Rodziny). W 1991 r. ziemia z grobu - symboliczne prochy Iwana Łuckiewicza - została przewieziona na Litwę i pochowana na wileńskiej Rossie.

## Upamiętnienie
Podobizny Iwana i Antona Łuckiewiczów widnieją na awersie Krzyża Odrodzenia Białorusi – odznaczenia ustanowionego i nadawanego przez Zjednoczony Gabinet Przejściowy Białorusi.

## Twórczość
- Аб беларускім мастацтве // Гоман. 1918, Nr 70 (przedruk: Скарыніч. Вып. 2. Мн., 1993);
- Ай-Кітаб // Зборнік „Наша ніва”. Wilno, 1920
- Ай-Кітаб-Кіцёп // Беларускае жыццё. 1920, 11 сак. (przedruk: Спадчына. 1992, Nr 3; Скарыніч. Вып. 2).